# Pandanus levuensis
Pandanus levuensis är en enhjärtbladig växtart som beskrevs av Ugolino Martelli. Pandanus levuensis ingår i släktet Pandanus och familjen Pandanaceae. Inga underarter finns listade.